# 아우구스트 크로그
샤크 아우구스트 스텐베르 크로그(덴마크어: Schack August Steenberg Krogh, 1874년 11월 30일 ~ 1947년 11월 30일)는 덴마크의 생물학자이다. 1916년부터 1946년까지 코펜하겐 대학교 동물학과 교수로 재직했다. 생리학의 다양한 분야에서 기초적인 발견을 했다.

## 생애
1910년 크로그는 코펜하겐의 중심부 가까이에 위치한 작은 건물에 동물 생리학에 관한 최초의 연구소를 설립했다. 1915년에는 개구리의 피부 호흡과 폐호흡에 관한 논문인 《동물과 인간의 호흡기 교환》을 썼다. 1920년 크로그는 골격근의 모세 혈관의 제어 기구를 발견하고 노벨 생리학·의학상을 수상했다. 그는 세동맥과 모세 혈관의 개폐에 의한 혈액 순환 제어에 대해 처음 기술했다.
1922년에 토론토에서 프레더릭 밴팅과 찰스 베스트가 인슐린을 발견했을 때, 그것을 빨리 덴마크에 도입했다. 또한 하게도른과 함께 돼지의 췌장 호르몬의 에탄올 추출에 의해 인슐린을 생산하는 방법을 고안, 덴마크 국내에서 생산을 시작했다. 1928년에 록펠러 재단의 지원으로 새로운 건물로 연구소를 이전했다.
크로그는 또한 비교 동물학의 선구자이다. 수생 생물의 항상성의 연구에 임했고 1939년에는 《수생 동물의 삼투압 조절》, 1941년에는 《호흡기의 비교 생리학》이라는 저서를 출판했다.

## 연구
크로그가 진행한 연구의 대부분은 아내이자 저명한 과학자인 마리 크로그와 공동으로 진행됐다. 크로그는 200개 이상의 논문을 국제 저널에 기고했다. 또한 그는 폐활량계와 대사 값을 측정하는 장치 등 다양한 측정 장비를 고안했다.
크로그 연구소에서는 의학 생리학, 생물 물리학 연구 및 운동학 이론의 연구도 이루어졌다. 오늘날 이러한 연구는 1970년에 지어진 아우구스트 크로그 연구소에서 이루어지고 있다.